# Дік Ґрейсон
Дік Ґрейсон (англ. Dick Grayson) — персонаж коміксів DC Comics. Він був створений Бобом Кейном, Біллом Фінгер і Джеррі Робінсоном і вперше з'явився в Detective Comics #38 в квітні 1940 року.

## Біографія
Дік Ґрейсон був єдиним сином Летючих Ґрейсонів, сімейної пари, яка працювала професійними акробатами, вони подорожували по світу разом з Цирком Халі. Коли Діку було дев'ять років його батьки загинули на очах натовпу під час виконання свого коронного номера без страхувальної сітки. Їм підпиляв трапецію гангстер Бос Зукко (голова місцевої мафії), так як господар відмовився платити.
Осиротілий, Дік був узятий під опіку Брюсом Вейном, який також був у цирку тієї ночі. Дік скоро виявив, що Брюс - це Бетмен. Брюс навчив його всім навичкам, все що він знав, він передав своєму помічникові. Дік став напарником Бетмена, першим Робіном.
За наступні дев'ять років між Брюсом і Діком сформувалися відносини батька і сина. Дік працював не тільки з Бетменом, він був лідером Нової Команди Титанів багато років. Деякий час він навчався в Хадсанському Університеті, але швидко кинув і повернувся до Ґотему. Після того, як його ледь не підстрелив Джокер, Бетмен зрозумів, що він більше не може наражати на небезпеку життя Діка. Їхні шляхи розходяться, і Дік незабаром змінив собі ім'я і став Найтвінґом - лідером нової Команди Титанів. 

Брюс усиновив Діка і тепер він був законним сином. Дік та Барбара Ґордон (на той час Бетґьорл, нині - Оракул) почали зустрічатися. Вони завжди були друзями й подобалися один одному. Тривалий час вони працювали разом, але згодом розійшлися, так як Барбара занадто боялася лишитися без Діка через його нічні вилазки. 

Бетмен починає працювати з Джейсоном Тодом (другий Робін), але він був дуже запальний і робив усе по своєму. Його вбив Джокер. Через деякий час після смерті Джейсона Тодда, Бетмен стикається з Тімом Дрейком, молода людина теж був тієї ночі в Цирку Галі і бачив що батьків Діка вбили. Тім бачив в дії летючих Ґрейсонів і Бетмена з Робіном, він здогадався, що, якщо Робін і Дік Ґрейсон мають однакові навички, то Дік, мабуть, був Робіном, а Брюс Вейн, отже був Бетменом. Тім відчував, що Бетмен потребує Робіна, щоб прикрити йому спину і тому, що зі смертю другого Робіна, Джейсона Тодда, Бетмен став необачним і неуважним. Він переконав Діка знову стати Робіном і повернутися до Бетмена, однак, після зіткнення з дволиким, Тім зрозумів, що Бетмену дійсно потрібен був новий Робін, і Тім Дрейк став третім Робіном, з тих пір між ним і Діком сформувалися братські відносини.

Після того як Тім став Робіном, божевільний Бейн зломав хребет темному лицарю. Брюс, лежачи вдома, розумів, що місто не можна залишати без захисника. Тобто місту потрібен Бетмен. І Брюс серед кандидатів обрав Жана-Поля Веллі, більш знайомий як Азраіл - навчений вбивця, який ніби змінився у кращу сторону. Але він був жорстоким Бетменом. Дік не міг знаходитися у стороні та за допомогою Тіма, вони вилікували Брюса і забрали мантію кажана у все більше збожеволеного Азраіла. 

Після того як Брюс (на справді його клон) помер від рук Дарксайда під час Фінальної Кризи, Дік переміг на роль захисника Ґотему та прийняв мантію і став новим Бетменом (арка Batman: Battle for the Cowl).

Дік швидко навчився бути новим Бетменом і для себе визнав, що Брюс заслужив відпустку, так як завжди був у роботі - чи як Бетмена, чи як Брюса Вейна. Як тільки Брюс повернувся, вони помирилися і знову були у гарних відносинах «батька й сина». Дік і далі був Бетменом, а Брюс йому періодично допомагав. 

На березі гавані Ґотема знайшли 21 труп, Брюс посилає Діка у Блюдхейвен, щоб він усе з'ясував. Після Дік вирушає залишитися там, тому що місто перебуває набагато гіршому стані ніж Ґотем і потребує захисту. Дік тепер стає незалежною людиною, гроші приходять на його рахунок із трастового фонду, який був заснований для родичів загиблих тієї ночі у Цирку Халі. Пізніше Дік приєднується до поліцейських лав Блюдхейвена (англ. Blϋdhaven Police Force), щоб боротися із злочинністю не тільки вночі, але й у день. Став керівником команди Титанів.

Дік майже одружився зі Старфайер. Їх весілля було скасоване, коли біля вівтаря їх атакувала зла сутність Рейвен, однією з героїнь команди Титанів, Зла Рейвен вбила священика. Дік і Старфайер розходяться, і вона повертається на свою рідну планету. Після невдалого весілля, Дік йде з лав Титанів.

Під час Безкінечної Кризи Дік ледве не загинув від рук Лекса Лютора, що привело до того, що він майже не застрелив Лекса. Найтвінґ вижив та одужав, завдяки Оракулу та її спеціальних програм. Після цього Дік разом з Брюсом та Тімом відправилися в навколосвітню подорож.

Після перезапуску The New 52 Дік Ґрейсон знову повернувся до ролі Найтвінґу.

## Flashpoint
Під час Flashpoint Дік працював у цирку разом зі своїми батьками, їх шоу мало назву "Летючі Ґрейсони". У цирку вони працювали разом із Мерцем та Королем-Акулою. Вони подорожували Європою та показували свою виставу, щоб люди могли хоча б на деякий час відволіктися від війни між амазонками та атлантійцями. Але у польському місті Калиш їх знайшли амазонки у компанії зі Старфайер. Вони вбили майже всіх, але Дік вижив рятуючи шолом, за яким і гналися амазонки. Мрець пообіцяв батькові Діка придивлятися за його сином, навіть коли Мрець помер, він у вигляді духа допоміг урятуватися Діку. Пізніше Дік приєднався до Опору.

## Поза коміксами

### Кіно
- Ґрейсон вперше з'явився вже у фільмі 1943 року. Костюм Робіна був скопійований з коміксів і зроблений досить грубо. Роль виконав Дуглас Крофт.
- У 1960-х Робін з'явився знову у виконанні Берта Уорда. Тут його характер був сильно зміщений в комічну сторону, але зате він став розумнішим.
- У тетралогії а / Шумахера Дік Ґрейсон з'являється в третьому фільмі «Бетмен назавжди» у виконанні американського актора Кріса О'Доннелла. Тут його батьків вбиває Дволикий , а Робіном він стає лише до кінця фільму. У наступному фільмі, «Бетмен і Робін», Робін є одним з головних героїв. У даному фільмі у нього з Бетменом виникають розбіжності, коли Робін закохується в Отруйного Плюща. Костюм Робіна поєднує в собі елементи костюма Найтвінґу.
- У фільмі «Темний лицар повертається» на спині у Джона Блейка є синій логотип.
- З'явився у телесеріалі «Титани» від нового стрімінгового сервісу DC Universe, роль дісталася актору Брентону Твейтсу.

### Телебачення
- У мультсеріалі «Нові пригоди Бетмена» Найтвінґа озвучив Лорен Лестер.
- У мультсеріалі «Бетмен майбутнього», дія якого відбувається набагато пізніше подій, що описуються в коміксах, костюм Найтвінґа все ще висить у Бетпечераі, а новий Бетмен в одному з епізодів запозичує його маску.
- У серіалі «Teen Titans animated series» 2003 року є командиром команди.
- «Юні Титани: Подія в Токіо»
- З'являється в епізоді «Grudge Match» мультсеріалу «Ліга Справедливості: Без меж».
- У direct-to-video фільмі 2010 «Бетмен: Під червоним каптуром» Найтвінґа озвучив актор Ніл Патрік Харріс.
- З'являється в мультсеріалі «Юні Титани», а також в неканонічнsq серії коміксів за мотивами серіалу.
- В анімаційному серіалі 2004 року «Бетмен» Найтвінґа озвучив Джеррі О'Коннел.
- З'являється в епізоді «Sidekicks Assemble!» Серіалу «Бетмен: Відважний і сміливий».
- Один з головних героїв мультсеріалу «Юна Справедливість». У першому сезоні фігурує в ролі Робіна, а в другому сезоні, який виходить з підзаголовком «Вторгнення», виступає як лідер команди в ролі Найтвінґа. В кінці другого сезону, після повернення Акваледа йде на відпочинок.
- У мультфільмах «Син Бетмена», «Бетмен проти Робіна» і «Бетмен погана кров» Дік Ґрейсон є одним з персонажів, озвучений Шоном Махером..
- У мультфільмах «Безмежний Бетмен: Тваринні інстинкти» і Безмежний Бетмен: Хаос» як один з головних персонажів.

## Критика та відгуки
- У травні 2011 року, Дік Ґрейсон в ролі Найтвінґа зайняв 11 місце в списку 100 кращих героїв коміксів за версією IGN.[2]
- У 2013 році Дік Ґрейсон, як Найтвінґ зайняв 5 місце у списку 25 кращих героїв DC Comics за версією IGN.[3]